# Psalm 142
Psalm 142 is een psalm uit Psalmen in de Hebreeuwse Bijbel (in de Septuagint en de Vulgaat Psalm 141), een psalm van David en een van de boetepsalmen. In het Latijn staat deze psalm bekend als Voce mea ad Dominum. 

## Interpretatie
De 'grot' of 'spelonk' waar het opschrift van spreekt zou de grot van Adullam of die van Engedi kunnen zijn. In 1 Samuel 22 staat beschreven hoe David in de spelonk van Adullam verbleef en in 1 Sameul 24 staat beschreven hoe David in een spelonk in Engedi was. Het is echter niet zeker dat één van deze twee is bedoeld. De grot kan ook bedoeld zijn als beeld van Davids benarde positie.

## Muziek
Psalm 142 is meermaals in het Nederlands berijmd op de melodieën van het Geneefs Psalter (Psalmberijming van 1773, berijming van 1967, De Nieuwe Psalmberijming). Hierbij heeft de psalm dezelfde melodie als die van Psalm 100 uit het Geneefs Psalter.
1 · 2 · 3 · 4 · 5 · 6 · 7 · 8 · 9 · 10 · 11 · 12 · 13 · 14 · 15 · 16 · 17 · 18 · 19 · 20 · 21 · 22 · 23 · 24 · 25 · 26 · 27 · 28 · 29 · 30 · 31 · 32 · 33 · 34 · 35 · 36 · 37 · 38 · 39 · 40 · 41 · 42 · 43 · 44 · 45 · 46 · 47 · 48 · 49 · 50 · 51 · 52 · 53 · 54 · 55 · 56 · 57 · 58 · 59 · 60 · 61 · 62 · 63 · 64 · 65 · 66 · 67 · 68 · 69 · 70 · 71 · 72 · 73 · 74 · 75 · 76 · 77 · 78 · 79 · 80 · 81 · 82 · 83 · 84 · 85 · 86 · 87 · 88 · 89 · 90 · 91 · 92 · 93 · 94 · 95 · 96 · 97 · 98 · 99 · 100 · 101 · 102 · 103 · 104 · 105 · 106 · 107 · 108 · 109 · 110 · 111 · 112 · 113 · 114 · 115 · 116 · 117 · 118 · 119 · 120 · 121 · 122 · 123 · 124 · 125 · 126 · 127 · 128 · 129 · 130 · 131 · 132 · 133 · 134 · 135 · 136 · 137 · 138 · 139 · 140 · 141 · 142 · 143 · 144 · 145 · 146 · 147 · 148 · 149 · 150 · 151